# أناتول ماليت
أناتول ماليت هو مهندس سويسري، ولد في 23 مايو 1837 في كاروج في سويسرا، وتوفي في 6 أكتوبر 1919 في نيس في فرنسا.